# أبو عبد الله الرصاع
أبو عبد الله الرصّاع وهو محمد بن قاسم بن عبد الله الأنصاري التلمساني التونسي ، من علماء القرن التّاسع الهجري، الخامس عشر ميلادي. ولد قبل سنة 830 هـ 1426 م بتلمسان عاصمة الدّولة الزِّيّانيّة آنذاك، نشأ وعاش وتوفي بتونس عاصمة الدّولة الحفصيّة.

## وفاته
توفي الرصاع سنة 894 هـ / 1489 م  بتونس، ودفن بالمسجد الذي أسسه المعروف بمسجد الشيخ الرصاع بنهج الوصفان.